# Радислав Тркуља
Радислав Раша Тркуља (Кладово, 8. април 1938 — Иланџа, 24. новембар 2016) био је српски сликар.

## Биографија
Рођен је 8. априла 1938. у Кладову. Дипломирао је на Академији ликовних уметности у Београду 1963. у класи професора Ђорђа Андрејевића Куна. Године 1965. је завршио постдипломске студије у Мајсторској радионици Крсте Хегедушића у Загребу. Био је члан Удружења ликовних уметника Србије од 1964. и Српског уметничког друштва Лада од 1968. Године 1957. је први пут самостално излагао у Неготину, укупно је имао преко шездесет самосталних и на око петсто колективних изложби у земљи и иностранству. Излагао је у Бечу, Фиренци, Каракасу, Стокхолму, Милану, Њујорку, Берлину, Толеду, Паризу, Тел Авиву, Никозији и Триполији. Добитник је прве награде на Бијеналу младих у Ријеци, две откупне награде на Тријеналу југословенског цртежа 1966. и 1969, откупне награде на Октобарском салону и друге награде УЛУС-а на тему „Цвеће”. Основао је Галерију „ПЕНА” у Ђердапу 1975. године са сталном поставком својих дела. Један је од оснивача Уметничког удружења „Крајински круг” у Неготину 1991. Од 1993. до 2001. је био директор Музеја савремене уметности у Београду. У склопу комплекса куће Стевана Мокрањца у Неготину основао је Легат Радислав Тркуља 2005. године. Преминуо је 24. новембра 2016. у Иланџи.